# Escudo de Herrerías
El escudo de Herrerías es uno de los símbolos del municipio español de Herrerías en Cantabria, junto a su bandera. Dicho escudo queda organizado de la manera siguiente: de oro, un yunque de sable; la bordura de gules cargada de ocho herraduras de plata. El escudo se timbra con la corona real española.
El escudo fue adoptado, conjuntamente con la bandera, en sesión plenaria celebrada por el Ayuntamiento el día 25 de octubre de 1993 siendo autorizado por el Consejo de Gobierno de Cantabria el día 3 de agosto de 1995, previo informe favorable emitido por la Real Academia de la Historia.